# Dave Gagner
Pour les articles homonymes, voir Gagner.
Dave Gagner (né le 11 décembre 1964 à Chatham, dans la province de l'Ontario, au Canada) est un joueur professionnel canadien de hockey sur glace qui évoluait au poste de centre. Il est le père de Sam Gagner.

## Biographie
Dave Gagner passe trois saisons dans la Ligue de hockey de l'Ontario dont deux avec les Alexanders de Brantford. Il s'y fait remarquer en 1982-1983 en inscrivant 55 buts et 121 points en 70 matchs et en étant nommé dans la deuxième équipe d'étoiles de la ligue ; il attire ainsi l'attention des équipes de la LNH et est sélectionné au premier tour du repêchage d'entrée dans la LNH 1983 par les Rangers de New York.
Il ne parvient pas à s'imposer dans l'effectif des Rangers au cours de ses trois saisons avec le club, et passe une partie de son temps dans leur club-école, les Nighthawks de New Haven dans la Ligue américaine de hockey. En 1987, il est échangé aux North Stars du Minnesota. Bien que jouant une partie de la première saison avec les Wings de Kalamazoo, club-école des North Stars dans la ligue internationale de hockey, il parvient à s'imposer dans l'équipe de la LNH, marquant 40 buts en 1989-1990 et 40 buts et 82 points en 1990-1991, la meilleure saison de sa carrière. En 1996, il est échangé par les Stars de Dallas, nouveau nom des North Stars depuis leur déménagement en 1993, et rejoint les Maple Leafs de Toronto. Il n'y reste qu'une saison avec son club jusqu'en 1996 puis signe un contrat d'agent libre avec les Panthers de la Floride. Le 17 janvier 1999, il fait partie d'une transaction qui implique Ed Jovanovski, Mike Brown, Kevin Weekes, le choix de la Floride au premier tour du repêchage 2000 et Gagner d'un côté et Pavel Boure, Bret Hedican, Brad Ference et le choix des Canucks de Vancouver au troisième tour du repêchage 2000. Il termine sa carrière avec les Canucks et annonce officiellement sa retraite le 9 septembre 1999 après 15 ans dans la LNH. Il a terminé avec 719 points en 946 matchs dans la LNH en saison régulière.
En mars 2000, Gagner fonde Custom Ice Rinks, une entreprise de fabrication de patinoires. En août 2006, il devient entraîneur adjoint des Knights de London de la ligue de hockey de l'Ontario où son fils, Sam, a joué. Il passe les saisons 2006-2007 et 2007-2008 avec les Knights et ouvre centre de formation à London pour travailler avec les jeunes espoirs. En juin 2008, Mike Gillis, récemment devenu directeur général des Canucks de Vancouver, le nomme directeur du développement des joueurs, en remplacement de Stan Smyl.

## Statistiques

### En club
| Saison     | Équipe                   | Ligue               |     | Saison régulière | Saison régulière | Saison régulière | Saison régulière | Saison régulière |    | Séries éliminatoires | Séries éliminatoires | Séries éliminatoires | Séries éliminatoires | Séries éliminatoires |
| Saison     | Équipe                   | Ligue               | PJ  | B                | A                | Pts              | Pun              | PJ               | B  | A                    | Pts                  | Pun                  |                      |                      |
| 1979-1980  | Maroons de Chatham       | ON-Jr.B             | 6   | 1                | 0                | 1                | 0                |                  |    |                      |                      |                      |                      |                      |
| 1980-1981  | Flyers de Newmarket      | ON-Jr.A             | 41  | 33               | 55               | 88               | 42               |                  |    |                      |                      |                      |                      |                      |
| 1981-1982  | Battalion de Brampton    | LHO                 | 68  | 30               | 46               | 76               | 31               | 11               | 3  | 6                    | 9                    | 6                    |                      |                      |
| 1982-1983  | Alexanders de Brantford  | LHO                 | 70  | 55               | 66               | 121              | 57               | 8                | 5  | 5                    | 10                   | 4                    |                      |                      |
| 1983-1984  | Alexanders de Brantford  | LHO                 | 12  | 7                | 13               | 20               | 4                | 6                | 0  | 4                    | 4                    | 6                    |                      |                      |
| 1984-1985  | Rangers de New York      | LNH                 | 38  | 6                | 6                | 12               | 16               |                  |    |                      |                      |                      |                      |                      |
| 1984-1985  | Nighthawks de New Haven  | LAH                 | 38  | 13               | 20               | 33               | 23               |                  |    |                      |                      |                      |                      |                      |
| 1985-1986  | Rangers de New York      | LNH                 | 32  | 4                | 6                | 10               | 19               |                  |    |                      |                      |                      |                      |                      |
| 1985-1986  | Nighthawks de New Haven  | LAH                 | 16  | 10               | 11               | 21               | 11               | 4                | 1  | 2                    | 3                    | 2                    |                      |                      |
| 1986-1987  | Rangers de New York      | LNH                 | 10  | 1                | 4                | 5                | 12               |                  |    |                      |                      |                      |                      |                      |
| 1986-1987  | Nighthawks de New Haven  | LAH                 | 56  | 22               | 41               | 63               | 50               | 7                | 1  | 5                    | 6                    | 18                   |                      |                      |
| 1987-1988  | North Stars du Minnesota | LNH                 | 51  | 8                | 11               | 19               | 55               |                  |    |                      |                      |                      |                      |                      |
| 1987-1988  | Wings de Kalamazoo       | LIH                 | 14  | 16               | 10               | 26               | 26               |                  |    |                      |                      |                      |                      |                      |
| 1988-1989  | North Stars du Minnesota | LNH                 | 75  | 35               | 43               | 78               | 104              |                  |    |                      |                      |                      |                      |                      |
| 1988-1989  | Wings de Kalamazoo       | LIH                 | 1   | 0                | 1                | 1                | 4                |                  |    |                      |                      |                      |                      |                      |
| 1989-1990  | North Stars du Minnesota | LNH                 | 79  | 40               | 38               | 78               | 54               | 7                | 2  | 3                    | 5                    | 16                   |                      |                      |
| 1990-1991  | North Stars du Minnesota | Fr-Tour             | 2   | 0                | 0                | 0                | 2                |                  |    |                      |                      |                      |                      |                      |
| 1990-1991  | North Stars du Minnesota | LNH                 | 73  | 40               | 42               | 82               | 114              | 23               | 12 | 15                   | 27                   | 28                   |                      |                      |
| 1991-1992  | North Stars du Minnesota | LNH                 | 78  | 31               | 40               | 71               | 107              | 7                | 2  | 4                    | 6                    | 8                    |                      |                      |
| 1992-1993  | North Stars du Minnesota | LNH                 | 84  | 33               | 43               | 76               | 143              |                  |    |                      |                      |                      |                      |                      |
| 1993-1994  | Stars de Dallas          | LNH                 | 76  | 32               | 29               | 61               | 83               | 9                | 5  | 1                    | 6                    | 2                    |                      |                      |
| 1994-1995  | HC Courmaosta            | Série A             | 3   | 0                | 0                | 0                | 0                |                  |    |                      |                      |                      |                      |                      |
| 1994-1995  | HC Courmaosta            | Coupe des champions | 1   | 0                | 4                | 4                | 0                |                  |    |                      |                      |                      |                      |                      |
| 1994-1995  | Stars de Dallas          | LNH                 | 48  | 14               | 28               | 42               | 42               | 5                | 1  | 1                    | 2                    | 4                    |                      |                      |
| 1995-1996  | Stars de Dallas          | LNH                 | 45  | 14               | 13               | 27               | 44               |                  |    |                      |                      |                      |                      |                      |
| 1995-1996  | Maple Leafs de Toronto   | LNH                 | 28  | 7                | 15               | 22               | 59               | 6                | 0  | 2                    | 2                    | 6                    |                      |                      |
| 1996-1997  | Flames de Calgary        | LNH                 | 82  | 27               | 33               | 60               | 48               |                  |    |                      |                      |                      |                      |                      |
| 1997-1998  | Panthers de la Floride   | LNH                 | 78  | 20               | 28               | 48               | 55               |                  |    |                      |                      |                      |                      |                      |
| 1998-1999  | Panthers de la Floride   | LNH                 | 36  | 4                | 10               | 14               | 39               |                  |    |                      |                      |                      |                      |                      |
| 1998-1999  | Canucks de Vancouver     | LNH                 | 33  | 2                | 12               | 14               | 24               |                  |    |                      |                      |                      |                      |                      |
| Totaux LNH | Totaux LNH               | Totaux LNH          | 946 | 318              | 401              | 719              | 1018             | 57               | 22 | 26                   | 48                   | 64                   |                      |                      |

### En équipe nationale
| Année     | Compétition                 |    | PJ | B  | A  | Pts | Pun |
| 1983-1984 | Matchs amicaux              | 50 | 19 | 18 | 37 | 26  |     |
| 1984      | Championnat du monde junior | 7  | 4  | 2  | 6  | 4   |     |
| 1984      | Jeux olympiques             | 7  | 5  | 2  | 7  | 6   |     |
| 1993      | Championnat du monde        | 8  | 3  | 1  | 4  | 6   |     |